# اورناگو
اورناگو (به ایتالیایی: Ornago) یک کومونه در ایتالیا است که در استان مونتزا و بریانتزا واقع شده‌است. اورناگو ۵٫۸ کیلومتر مربع مساحت و ۳٬۷۳۰ نفر جمعیت دارد.